# 김은희
김은희(金銀姬, 1972년 1월 7일~)는 대한민국의 드라마, 영화 각본 작가이다.

## 학력
- 배화여자고등학교
- 수원대학교 신문방송학과 학사

### 드라마
- 2010년 tvN 금요 코미디 드라마 《위기일발 풍년빌라》 ... 공동집필
- 2011년 SBS 드라마스페셜 《싸인》 ... 공동집필
- 2012년 SBS 드라마스페셜 《유령》 ... 집필
- 2014년 SBS 드라마스페셜 《쓰리 데이즈》 ... 집필
- 2016년 tvN 금토드라마 《시그널》 ... 집필
- 2019년 Netflix 오리지널 드라마 《킹덤》
- 2020년 Netflix 오리지널 드라마 《킹덤 시즌2》
- 2021년 tvN 토일드라마 《지리산》 ... 집필
- 2023년 SBS 금토드라마 《악귀》 ... 집필
- 2026년 tvN 드라마 《두 번째 시그널》 ... 집필

### 영화
- 2006년 영화 《그해 여름》 ... 각본
- 2022년 영화 《극장판 시그널》 ... 각본 & 원안
- 2023년 영화 《리바운드》 ... 각색

## 그 외 활동

### 예능 출연
- 2016년 MBC 《무한도전 - 2016 무한상사: 위기의 회사원》
- 2020년 TVN 《유 퀴즈 온 더 블럭》- 게스트
- 2021년 SBS 《꼬리에 꼬리를 무는 그날 이야기》- 게스트
- 2021년 SBS 《집사부일체》- 게스트
- 2023년 tvN 《알쓸인잡》 - 특별 출연
- 2023년 유튜브 《핑계고》- 게스트

### 광고
- 2021년 네이버 시리즈(with 장항준)

### 홍보대사
- 2021년 ~ 경찰청 명예 과학수사팀장(경감)